# Tzanembolom
Tzanembolom är en ort i Mexiko.   Den ligger i kommunen Chenalhó och delstaten Chiapas, i den sydöstra delen av landet, 800 km öster om huvudstaden Mexico City. Tzanembolom ligger 1 127 meter över havet och antalet invånare är 395.
Terrängen runt Tzanembolom är kuperad åt sydväst, men åt nordost är den bergig. Runt Tzanembolom är det ganska tätbefolkat, med 111 invånare per kvadratkilometer. Närmaste större samhälle är Pantelhó, 6,1 km sydost om Tzanembolom. I omgivningarna runt Tzanembolom växer i huvudsak städsegrön lövskog.